# Fuldatalbrücke Morschen
Die Fuldatalbrücke Morschen ist ein 1450 m langes zweigleisiges Eisenbahnüberführungsbauwerk der Schnellfahrstrecke Hannover–Würzburg.
Die 1986–1989 erbaute Balkenbrücke liegt in Nordhessen in der Nähe von Melsungen und überspannt in einer Höhe von maximal 75 m über Grund zwischen Morschen und Binsförth die Fulda mit der parallel verlaufenden Bundesstraße 83 sowie der Bahnstrecke Kassel–Bebra. Sie ist die zweitlängste Brücke der Schnellfahrstrecke. Es war mit rund 60 Mio. DM die teuerste und mit etwa 70.000 m³ Beton und 9.100 t Betonstahl die größte Brücke der Neubaustrecke.
Das Bauwerk liegt zwischen den Streckenkilometern 173,715 und 175,165. Die Gradiente der Strecke steigt auf der Brücke durchgehend in südlicher Richtung an. In der Planungsphase lag das Bauwerk im Planungsabschnitt 14 im Mittelabschnitt der Strecke. Das Eisenbahnüberführungsbauwerk wurde zwischen den Jahren 1986 und 1989 erbaut.
Die zulässige Geschwindigkeit im Bereich des Bauwerks liegt bei 280 km/h.

## Unterbauten

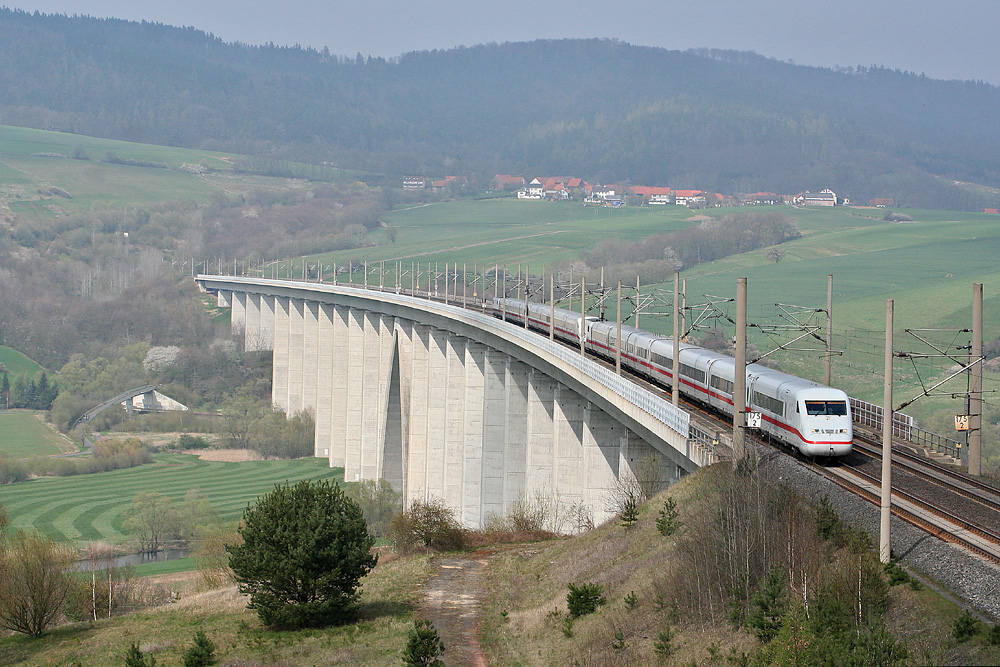
Fuldatalbrücke mit ICE 2 vom Südende aus gesehen (2008)

In Brückenmitte über der Fulda ist ein bogenförmig gestalteter A-Bock mit einer Stützweite von 116 m, was der doppelten Stützweite der Normalfelder entspricht, angeordnet. Dieser ist ein Festpunkt der Brücke und leitet insbesondere die Längskräfte infolge Bremsen aus dem in Längsrichtung gekoppelten Überbau in den Baugrund ab. Der A-Bock hat einen Hohlquerschnitt aus Stahlbeton und ist gemeinsam mit den beiden benachbarten Pfeilern auf je einem Fundament gegründet.
Die rechteckigen maximal 69 m hohen Stahlbetonpfeiler haben einen Hohlkastenquerschnitt mit den Abmessungen 7,6 m × 3,5 m am Pfeilerkopf. Sie verjüngen sich mit einem Anzug von 80:1 nach oben.
Für Pfeiler und A-Bock wurden insgesamt 12.000 m³ Beton und 1.600 t Betonstahl benötigt. Die ersten vier Pfeiler sind flach auf quartären Schichten aus sandigem bzw. steinigem Schluff gegründet. Die übrigen 20 Pfeiler stehen auf Großbohrpfählen von 1,5 m Durchmesser und insgesamt 6915 m Länge, die in feste Ton- oder Sandsteinschichten einbinden.

## Überbau

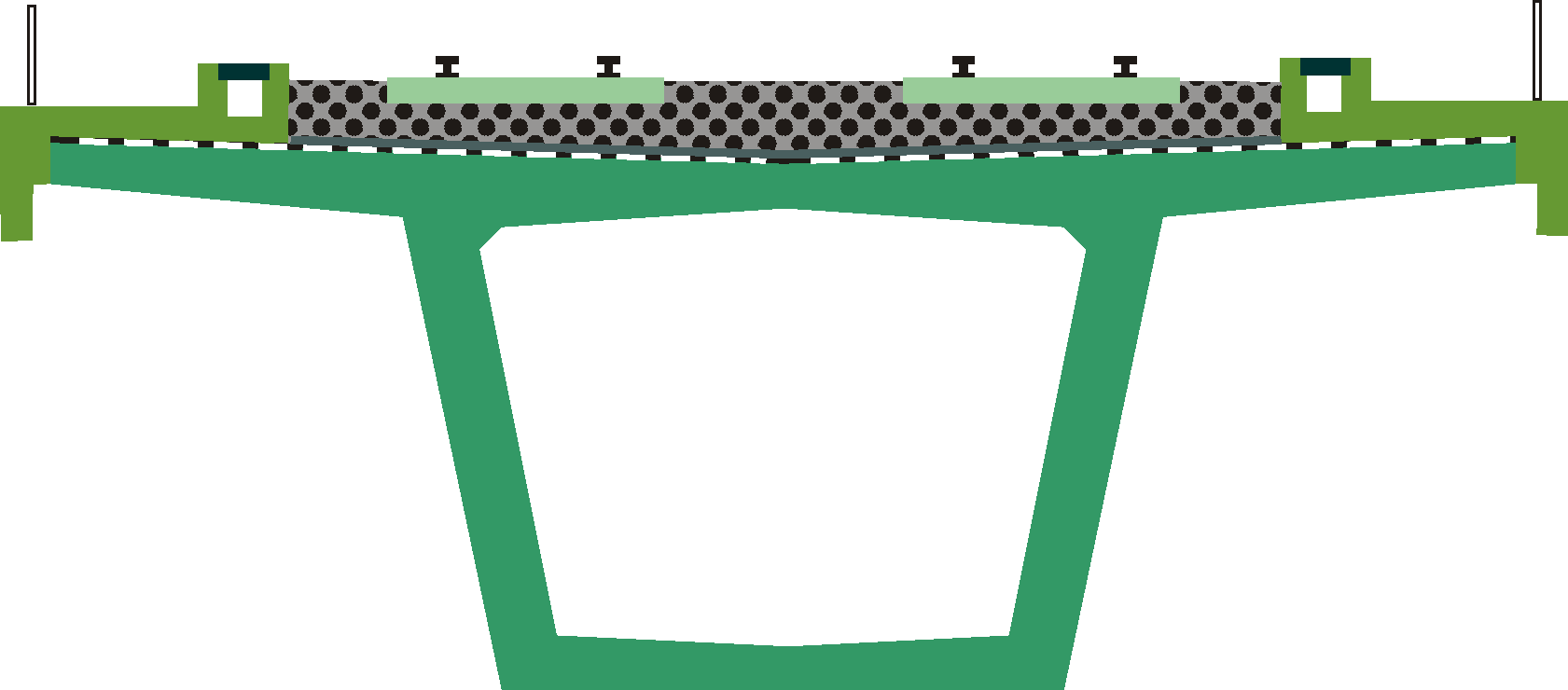
Querschnitt des Überbaus

Der Überbau besteht aus einer Kette von 25 Einfeldträgern. Dadurch ist der spätere Austausch einzelner Brückensegmente möglich. Die Querschnittsform ist ein einzelliger Stahlbetonhohlkasten mit geneigten Stegen, in Längsrichtung vorgespannt. Zusätzlich ist die Fahrbahnplatte in Querrichtung vorgespannt. Bei einer Überbaubreite von 14 m betragen die Stützweiten einheitlich 58 m. Die konstante Konstruktionshöhe von 5,3 m (1/11 der Stützweite) ist aufgrund der erforderlichen Steifigkeit zur Durchbiegungsbegrenzung relativ hoch.
Die Tonnage der Längsvorspannung des Überbaus liegt bei 910 t, die Quervorspannung bei 145 t.

## Ausführung
Der A-Bock wurde im abgespannten Freivorbau errichtet. Der Überbau wurde feldweise mit einem Vorschubgerüst, das zuvor bereits auf der Bartelsgrabentalbrücke zum Einsatz gekommen war, im Drei-Wochen-Rhythmus betoniert.
Die Pfeiler weisen einen Hohlquerschnitt auf und wurden mit einer automatischen Kletterschalung in Fünf-Meter-Abschnitten im Zwei-Tages-Rhythmus errichtet. Die im Abstand von fünf Meter angeordneten Zwischenpodeste wurden mit Betonfertigteilen ausgeführt.

## Sonstiges
Die Fuldatalbrücke Morschen überquert zwei 110-kV-Stromleitungen, und zwar die Bahnstromleitung Fulda–Körle und die parallel zu dieser verlaufende Drehstromleitung Blankenheim–Waldkappel.